# Pachnobia glacialis
Pachnobia glacialis là một loài bướm đêm trong họ Noctuidae.